# Günther Huber
Pour les articles homonymes, voir Huber.
Günther Huber, né le 28 octobre 1965 à Brunico, est un bobeur italien notamment champion olympique de bob à deux en 1998.

## Carrière
Pendant sa carrière, Günther Huber participe à quatre éditions des Jeux olympiques d'hiver et remporte deux médailles olympiques. Lors des Jeux d'hiver de 1994 organisés à Lillehammer en Norvège, il remporte la médaille de bronze en bob à deux avec Stefano Ticci. Aux Jeux d'hiver de 1998 à Nagano au Japon, il est sacré champion olympique de bob à deux avec Antonio Tartaglia, à égalité avec le bob Canada I. Huber remporte également deux médailles en bob à deux aux championnats du monde : l'argent en 1997 et l'or en 1999.

## Famille
Il est le frère des lugeurs Arnold, Norbert et Wilfried Huber.

## Palmarès

### Jeux Olympiques
- : médaillé d'or en bob à 2 aux JO 1998.
- : médaillé de bronze en bob à 2 aux JO 1994.

### Championnats monde
- : médaillé d'or en bob à 2 aux championnats monde de 1999.
- : médaillé d'argent en bob à 2 aux championnats monde de 1997.

### Coupe du monde
- 3 globes de cristal : 
  - Vainqueur du classement bob à 2 en 1992 et 1993.
  - Vainqueur du classement combiné en 1997.
- 28 podiums [N 1] : 
  - en bob à 2 : 6 victoires, 8 deuxièmes places et 10 troisièmes places.
  - en bob à 4 : 1 victoire, 1 deuxième place et 2 troisièmes places.

#### Détails des victoires en Coupe du monde
| Édition   | Bob à 2                                  | Bob à 4           |
| 1992-1993 | Lillehammer Cortina d'Ampezzo La Plagne  |                   |
| 1996-1997 | Königssee Saint-Moritz Cortina d'Ampezzo | Cortina d'Ampezzo |